# فرودگاه بین‌المللی امام خمینی
فرودگاه بین‌المللی امام خمینی (به انگلیسی: imam khomeini International Airport)(یاتا: IKA، ایکائو: OIIE) در تهران در محدوده دهستان وهن‌آباد  واقع در شهرستان رباط کریم در جنوب غرب استان تهران (۲۵ کیلومتری شهر تهران)، در مسیر آزادراه تهران-قم و در یک محدوده ۱۴ هزار هکتاری قرار دارد. این فرودگاه را شرکت شهر فرودگاهی امام خمینی اداره می‌کند و مرکز فعالیت شرکت‌های هواپیمایی ایران ایر، ماهان ایر، هواپیمایی آسمان، قشم ایر، هواپیمایی کاسپین، هواپیمایی تابان و هواپیمایی زاگرس است. تا اوت ۲۰۱۴، فرودگاه امام، میزبان بیش از ۴۰ شرکت هواپیمایی بوده که با بیش از ۷۰۰ پرواز هفتگی تهران را به شهرهایی در بیش از ۳۰ کشور جهان متصل می‌کنند. 
فاز ۱ فرودگاه بین‌المللی امام خمینی دارای یک پایانه مسافربری فعال با ظرفیت جابجایی ۶/۵ میلیون مسافر و ۱۲۰ هزار تن بار در سال بوده و فاز ۲ فرودگاه نیز در حال ساخت است. در شهریور ۹۳ پل ارتباطی فاز ۱ و ۲ با تغییر کاربری به عنوان پایانه موقت حجاج مورد بهره‌برداری قرار گرفت.
در سال ۲۰۱۶ میلادی ۵۳٬۳۵۹ نشست و برخاست هواپیما در این فرودگاه انجام شد و ۷٬۸۲۱٬۳۶۹ نفر مسافر و ۱۴۸٬۰۲۰٬۴۱۵ کیلوگرم بار از طریق آن جابجا شدند. به تازگی نیز پایانه سلام این فرودگاه افتتاح شده‌است.

## تاریخچه
پیشنهاد ساخت این فرودگاه به سال ۱۳۴۶ و به پیشنهاد سازمان ایکائو جهت ساخت فرودگاهی مجهز برای استفاده از توان ترانزیتی ایران بین اروپا و آسیا بازمی‌گردد. این طرح در سال ۱۳۵۱ و با نام «فرودگاه بین‌المللی آریامهر» به تصویب هیئت دولت وقت ایران رسید. در سال ۱۳۵۶ (۱۹۷۷)، کار ساخت فرودگاه با همکاری چند شرکت آمریکایی و ایرانی آغاز شد. نام شرکت آمریکایی عهده‌دار مشاوره مهندسی و معماری پروژه، Tippetts-Abbett-McCarthy-Stratton (TAMS) بود و همچنین یک سرمایه‌گذاری مشترک محلی بین TAMS و شرکت محلی عبدالعزیز فرمانفرمائیان همکاران به نام TAMS-AFFA تشکیل شد تا طراحی و نظارت کامل بر ساخت و ساز را انجام دهد و فرودگاه را تا سال ۱۳۶۲ (۱۹۸۳ میلادی) با بودجه ۱ میلیارد دلار تکمیل کند ضمن اینکه قرار بود که طراحی اولیه فرودگاه قرار بود شبیه فرودگاه بین‌المللی دالاس-فورث ورث باشد اما پس از انقلاب ۱۳۵۷، این پروژه رها شد تا اینکه دولت ایران تصمیم به طراحی و ساخت فرودگاه با استفاده از تخصص داخلی گرفت. پس از جنگ و در سال ۱۳۷۴ یک شرکت فرانسوی و چند شرکت ایرانی کار ساخت آن را از سر گرفتند و نهایتاً اردیبهشت ۱۳۸۳ فاز نخست آن به‌طور ناقص افتتاح شد. طی مناقصه‌ای که وزارت راه برگزار کرد، یکی از مهم‌ترین موارد جذب سرمایه‌گذاری خارجی در ایران با حضور شرکت ترکیه‌ای-اتریشی «تاو» رخ داد که مسئول بخش‌های کترینگ و هندلینگ فرودگاه شد.

## جغرافیا
شهر فرودگاهی  امام در جنوب استان تهران در مسیر بزرگراه تهران-قم واقع شده است. در طی ساخت این فرودگاه، روستای نوده جنوبی از مجموع دهستان وهن‌آباد به طور کلی در مجموعه فرودگاه ادغام شد.
بخش بزرگی از زمین‌های شمال فرودگاه ( اکنون در زیر کمربندی شمالی شهر فرودگاهی) از زمین‌های اهدایی حسن لطیفیان و همسرش زهرا عبداللهی، دو تن از ساکنین محلی برای ساخت و گسترش فرودگاه (پیش از ایجاد شهر فرودگاهی) تشکیل شده است. بخشی از تجهیزات CNS شهر فرودگاهی مانند ILS ویژه تقرب و باند (ران‌وی) راست ۲۹ (29R) به عنوان باند اصلی فرود (لندینگ) هواپیماهای خارجی و تاکسی‌وی کناری در این محدوده قرار گرفته است.

## دخالت سپاه در ساخت
در ۲۶ اردیبهشت ۱۳۸۳ فاز نخست از فرودگاه بین‌المللی امام خمینی با حضور وزیر راه و ترابری و مقامات داخلی و خارجی افتتاح شد. در جریان گشایش فرودگاه نیروهای زمینی و هوایی سپاه پاسداران به فرودگاه حمله‌ور و مانع از گشایش و فرود نخستین هواپیما بر آن شدند. علت حمله واگذاری بخشی از خدمات فرودگاه به شرکت ترکیه‌ای «تاو» اعلام شد. میگ‌های سپاه دومین هواپیمایی که قصد فرود در این فرودگاه را داشت به سمت اصفهان هدایت کردند.
مهدی کروبی، رئیس وقت مجلس، این اقدام را آبروریزی برای کشور خواند و هیئت دولت خواستار محاکمه فرماندهان حمله به فرودگاه شد. این عمل سپاه، خاتمی را به شدت عصبانی کرد و وی را تا آستانه استعفا پیش برد. نشریه اکونومیست هم نوشت:
کوشش‌های محمد خاتمی، رئیس‌جمهور ایران برای به ارث گذاشتن فرودگاهی در سطح استانداردهای جهانی برای ایرانیان پیش از اتمام دورهٔ هشت سالهٔ ریاست‌جمهوری‌اش در تابستان آتی حال و هوای خنده‌آوری به خود گرفته‌است.
احمد خرم وزیر راه و ترابری دولت خاتمی اعلام کرد که تا محاکمه فرماندهان سپاه، فرودگاه افتتاح نخواهد شد. وی بعدها در مصاحبه‌ای با وبگاه کلمه در مورد اتفاقات روز افتتاح فرودگاه ماجرا را از دید خود شرح داد.فرودگاه نهایتاً در روزهای آخر دولت محمد خاتمی نیمه‌کاره افتتاح و نگهداری آن با مصوبهٔ مجلس هفتم به شش شرکت ایرانی واگذار شد. در زمان دولت نهم، به دستور رئیس‌جمهور وقت همه پروازهای بین‌المللی تهران از فرودگاه مهرآباد به فرودگاه امام خمینی منتقل شدند.
علت حمله سپاه و فشارهای مجلس هفتم برای لغو قرارداد با شرکت‌های ترکیه‌ای «تاو» و «ترک سل» منافع مالی محافظه‌کاران و حضور شرکت‌های وابسته به ایشان (از جمله شرکت‌های وابسته به قرارگاه خاتم‌الانبیا سپاه)در مناقصات بوده‌است. این اقدامات همچنین موجب دلسرد شدن سرمایه‌گذاران خارجی از فعالیت در ایران شد.با شروع به کار مجلس هفتم، این مجلس نیز که کنترل آن در اختیار اصولگرایان قرار داشت وارد عمل شد و انعقاد قرارداد با شرکت ترکیه‌ای «تاو» در فرودگاه بین‌المللی امام خمینی و شرکت ترکیه‌ای «ترک سل» در اپراتور دوم تلفن همراه را منوط به تصویب مجلس کرد. هر دو شرکت ترک با فشار مجلس و سپاه کنار گذاشته شدند. خاتمی در اعتراض به این اقدام مجلس هفتم سفر خود به ترکیه را به تعویق انداخت. مجلس پس از استیضاح خرم وزیر راه و ترابری به گزینه دیگر خاتمی برای این پست (احمد صادق بناب) نیز رأی منفی داد. با آنکه خرم تهدید کرده بود در روز استیضاح پشت پردهٔ حمله به فرودگاه را افشا می‌کند، در روز استیضاح سخنی از این موضوع نگفت.استیضاح احمد خرم وزیر راه و ترابری دولت دوم خاتمی در مجلس هفتم و رد گزینه‌های بعدی خاتمی کار افتتاح فرودگاه را بیش از پیش به تعویق انداخت.این فرودگاه دوباره در روزهای آخر فعالیت خاتمی در اردیبهشت ۱۳۸۴ برای بار دوم افتتاح شد.

## خطرات فنی
دولت‌های کانادا و بریتانیا هم‌زمان با افتتاح دوم فرودگاه از اتباع خود خواستند که از سفر از طریق این فرودگاه اجتناب کنند. علت این هشدار وجود برخی اشکالات فنی (از جمله نشست برخی ساختمان‌ها و نگرانی از بروز مشکلاتی در باند فرود) اعلام شد. نمایندگانی از سازمان ایکائو برای بازرسی وضعیت فرودگاه اعزام شدند.

## قاچاق کالا
در خرداد ۱۳۸۶ و پس از کشف باند قاچاق کالا توسط برخی مقامات و شرکت‌های ایرانی فعال در فرودگاه، گمرک تجاری این فرودگاه به‌طور موقت تعطیل و ترخیص کالاهای تجاری به گمرک شماره دو فرودگاه بین‌المللی مهرآباد تهران منتقل شد.در تاریخ ۲۲ دی ۱۳۸۶ اعلام شد که غلام‌حسین باقریان مدیر عامل وقت فرودگاه بین‌المللی امام خمینی از سمت خود برکنار شده‌است. وی از سال ۱۳۷۶ و در جریان ساخت فرودگاه در سِمت معاون عملیاتی آن و از هنگام افتتاح فرودگاه در سال ۱۳۸۳ در سمت عضو مدیر عامل و عضو هیئت‌مدیره فرودگاه فعالیت می‌کرد.

## معمار
برخی منابع از ایرج کلانتری به عنوان طراح فرودگاه امام خمینی نیز نام برده‌اند. اما به گفته علی مقدم (معمار و خواهرزاده کلانتری) بااینکه او سرپرست تیم طراحی این فرودگاه بود اما طراح اصلی فرودگاه، پل آندرو، طراح فرانسوی و طراح فرودگاه شارل دوگل پاریس بود.

## پایانه‌ها
از ژوئن ۲۰۱۹ فرودگاه بین‌المللی امام خمینی ۲ پایانه فعال دارد.

### پایانه ۱
نخستین پایانه فعال، پایانه ۱ نامیده می‌شود که سالیانه مجموعاً ۶٫۵ میلیون مسافر و ۱۲۰٬۰۰۰ تُن بار از این فرودگاه جابه‌جا می‌شود. در سال ۲۰۱۵ میلادی بیش از ۷ میلیون مسافر از این پایانه جابه‌جا شده‌اند و انتظار می‌رود که این رقم در سال ۲۰۱۶ به ۸ میلیون مسافر افزایش یابد.

### پایانه سلام (پایانه ۲)
دومین پایانه فعال، پایانه سلام نامیده می‌شود و ظرفیت پذیرش ۵ میلیون مسافر در سال را دارد. قرار بود این پایانه در ژوئن ۲۰۱۶ قابل استفاده باشد. ولی مشکلات مالی افتتاح آن را تا ژوئن ۲۰۱۹ به تعویق انداخت. هرچند که این پایانه قرار بود صرفاً برای پروازهای حج استفاده شود، ولی به گفته عباس آخوندی، وزیر راه و شهرسازی وقت ایران، از این پایانه برای همه پروازها استفاده خواهد شد. سرانجام پایانه فرودگاهی سلام در تاریخ ۱۸ ژوئن ۲۰۱۹ (۲۸ خرداد ۱۳۹۸) با حضور رئیس‌جمهور و محمد اسلامی، وزیر راه و شهرسازی وقت دولت دوازدهم افتتاح شد و قرار شد که از یکم تیر ماه پروازهای بین‌المللی از طریق این پایانه انجام شود. در تاریخ ۱۴ اوت ۲۰۱۹ رسماً نخستین پرواز داخلی این فرودگاه به صورت آزمایشی، از همین پایانه و به مقصد فرودگاه بین‌المللی کیش راه اندازی شد.

### پایانه ایران‌شهر (پایانه ۳)
سومین پایانه، پایانه ایرانشهر نامیده می‌شود که اکنون در مرحله مطالعاتی قرار دارد و قرار است شرکت هلندی مشاوران فرودگاه هلند کار ساخت آن را انجام دهد. این پایانه توانایی پذیرش ۲۰ میلیون مسافر در سال را خواهد داشت و انتظار می‌رود با افتتاح این پایانه ظرفیت جابه‌جایی مسافر در فرودگاه امام خمینی به ۳۰ میلیون نفر در سال افزایش یابد. پس از افتتاح این پایانه، از پایانه ۱ فقط برای پروازهای داخلی استفاده خواهد شد.

## جایگاه تشریفات اختصاصی
سی‌آی‌پی یا جایگاه تشریفات اختصاصی فرودگاه امام خمینی (به انگلیسی: Commercial Important Person) بخشی از این فرودگاه بین‌المللی‌استکه در ۷۰۰۰ متر مربع بنا و سه طبقه ساخته شده‌است که مجهزترین CIP کشور است.مسافران ورودی و خروجی فرودگاه بین‌المللی امام خمینی که مایل به استراحت بعد یا قبل از پرواز هستند می‌توانند از سالن مجهز تشریفات و امکانات موجود در آن بازدید و استفاده کنند.این بنا در سه طبقه به‌گونه‌ای طراحی شده‌است که مسافرهای جایگاه به همراه مستقبلین یا مشایعین در فضایی آرام و بدون نیاز به اجرای فرایندهای عادی عملیات فرودگاهی به استراحت بپردازند.

## شرکت‌های هواپیمایی و مقصدهای پروازی

### مسافری
| شرکت‌های هواپیمایی      | مقصدهای پروازی |
| ---------------------- | --- |
| ایر عربیا              | فرودگاه بین‌المللی ابوظبی، فرودگاه بین‌المللی شارجه |
| ای جت                  | فرودگاه بین‌المللی اسن‌بوغا، فرودگاه بین‌المللی صبیحه گوکچن فصلی: فرودگاه عدنان مندرس |
| هواپیمایی آریانا       | میدان هوایی بین‌المللی کابل، میدان هوایی مزار شریف |
| آرمنیا ایرویز          | فرودگاه بین‌المللی زوارتنوتس |
| هواپیمایی آتا          | فرودگاه بین‌المللی اسن‌بوغا، فرودگاه بین‌المللی بغداد، فرودگاه بین‌المللی دمشق، فرودگاه استانبول، فرودگاه بین‌المللی نجف، فرودگاه بین‌المللی تفلیس فصلی: فرودگاه عدنان مندرس |
| آسترین ایرلاینز        | فرودگاه بین‌المللی وین |
| هواپیمایی زاگرس        | فرودگاه بین‌المللی نجف، فرودگاه بین‌المللی تاشکند، فرودگاه بین‌المللی تفلیس فصلی: فرودگاه بین‌المللی باتومی |
| هواپیمایی کاسپین       | فرودگاه بین‌المللی بغداد، فرودگاه بین‌المللی نجف ,فرودگاه بین المللی استانبول ,فرودگاه بین المللی آنکارا |
| شام وینگز ایرلاینز     | فرودگاه بین‌المللی دمشق |
| هواپیمایی جنوبی چین    | فرودگاه بین‌المللی اورومچی دیووپو فرودگاه بین المللی داشینگ پکن |
| کونویاسا               | فرودگاه بین‌المللی سیمون بولیوار (ونزوئلا), فرودگاه بین‌المللی دمشق |
| هواپیمایی امارات       | فرودگاه بین‌المللی دبی |
| فلای آرنا              | فرودگاه بین‌المللی زوارتنوتس |
| فلای‌دبی                | فرودگاه بین‌المللی دبی |
| فلای‌وان آرمنیا         | فرودگاه بین‌المللی زوارتنوتس |
| فری‌برد ایرلاینز        | چارتر فصلی: فرودگاه قاضی پاشا |
| ایران ایر              | فرودگاه بین‌المللی حیدر علی‌اف، فرودگاه بین‌المللی رفیق حریری بیروت فرودگاه استانبول، فرودگاه بین‌المللی جناح، فرودگاه بین‌المللی کویت، فرودگاه هیترو لندن ( تعلیق ) فرودگاه بین‌المللی چاتراپاتی شیواجی بمبئی، فرودگاه بین‌المللی نجف،فصلی: فرودگاه دنیزلی کاردیک، فرودگاه عدنان مندرس، فرودگاه بین‌المللی ملک عبدالعزیز، فرودگاه شاهزاده محمد بن عبدالعزیز فرودگاه دبی فرودگاه دمام فرودگاه کابل |
| هواپیمایی ایران ایرتور | فرودگاه دنیزلی کاردیک، فرودگاه بین‌المللی دبی، فرودگاه استانبول، فرودگاه بین‌المللی نجف، فرودگاه بین‌المللی زوارتنوتس، فرودگاه بین‌المللی باندرانیکی فصلی: فرودگاه آقتائو، فرودگاه عدنان مندرس |
| هواپیمایی آسمان        | فرودگاه بین‌المللی بغداد، فرودگاه استانبول، فرودگاه عدنان مندرس، فرودگاه بین‌المللی نجف، فرودگاه بین‌المللی تفلیس فصلی: فرودگاه بین‌المللی باتومی |
| هواپیمایی عراق         | فرودگاه بین‌المللی بغداد، فرودگاه بین‌المللی نجف |
| جزیره ایرویز           | فرودگاه بین‌المللی کویت |
| کام ایر                | میدان هوایی بین‌المللی کابل، میدان هوایی مزار شریف |
| هواپیمایی کیش          | فرودگاه بین‌المللی آلماتی |
| کویت ایرویز            | فرودگاه بین‌المللی کویت |
| لوفت‌هانزا              | فرودگاه بین‌المللی فرانکفورت |
| هواپیمایی ماهان        | فرودگاه بین‌المللی حلب، فرودگاه بین‌المللی اسن‌بوغا، فرودگاه بین‌المللی بغداد، فرودگاه بین‌المللی سووارنابومی، فرودگاه بین‌المللی پکن، فرودگاه بین‌المللی رفیق حریری بیروت، فرودگاه بین‌المللی دمشق، فرودگاه بین‌المللی ایندیرا گاندی،، فرودگاه بین‌المللی دبی، فرودگاه بین‌المللی اربیل، فرودگاه بین‌المللی بایون گوآنگ‌ژو، فرودگاه استانبول،فرودگاه وارنا ( فصلی )، میدان هوایی بین‌المللی کابل، پایگاه هوایی کرکوک، فرودگاه بین‌المللی اقبال لاهوری، میدان هوایی مزار شریف، فرودگاه بین‌المللی شرمتیوو، فرودگاه بین‌المللی ونوکووا، فرودگاه بین‌المللی نجف، فرودگاه بین‌المللی شانگهای پودنگ، فرودگاه بین‌المللی شنژن بن، فرودگاه بین‌المللی سلیمانیه فصلی: فرودگاه بین‌المللی پوکت، فرودگاه پالکوو |
| هواپیمایی معراج        | فرودگاه بین‌المللی بغداد، فرودگاه بین‌المللی رفیق حریری بیروت، فرودگاه بین‌المللی دمشق، فرودگاه استانبول، فرودگاه بین‌المللی ونوکووا، فرودگاه بین‌المللی نجف فصلی: دالامان، فرودگاه پالکوو |
| نوردویند ایرلاینز      | فرودگاه بین‌المللی شرمتیوو، فرودگاه پالکوو |
| عمان ایر               | فرودگاه بین‌المللی مسقط |
| پگاسوس ایرلاینز        | فرودگاه بین‌المللی اسن‌بوغا، فرودگاه بین‌المللی صبیحه گوکچن فصلی: فرودگاه آدانا، فرودگاه قاضی پاشا. فرودگاه بین المللی آنتالیا |
| هواپیمایی قطر          | فرودگاه بین‌المللی حمد |
| هواپیمایی قشم          | فرودگاه بین‌المللی اسن‌بوغا، فرودگاه دنیزلی کاردیک، فرودگاه بین‌المللی دبی، فرودگاه استانبول، فرودگاه بین‌المللی مسقط، فرودگاه بین‌المللی نجف، فرودگاه بین‌المللی تفلیس، فرودگاه بین‌المللی زوارتنوتس فصلی: فرودگاه بین‌المللی باتومی، فرودگاه اسپارتا سلیمان دمیرل، فرودگاه عدنان مندرس |
| سلام ایر               | فرودگاه بین‌المللی مسقط |
| سامان ایر              | فرودگاه بین‌المللی دوشنبه |
| سان اکسپرس             | چارتر فصلی: فرودگاه اسپارتا سلیمان دمیرل |
| شام وینگز ایرلاینز     | فرودگاه بین‌المللی دمشق |
| هواپیمایی تابان        | فرودگاه بین‌المللی بغداد، فرودگاه بین‌المللی مسقط، فرودگاه بین‌المللی نجف |
| تیلویند ایرلاینز       | چارتر فصلی: فرودگاه آدانا |
| ترکیش ایرلاینز         | فرودگاه استانبول فصلی: فرودگاه آدانا |
| هواپیمایی وارش         | فرودگاه بین‌المللی دوشنبه، فرودگاه بین‌المللی نجف، فرودگاه بین‌المللی تفلیس، فرودگاه بین‌المللی زوارتنوتس فصلی: فرودگاه بین‌المللی باتومی |
| هواپیمایی سپهران       | فرودگاه بین المللی مسقط، فرودگاه بین المللی بغداد، فرودگاه بین المللی آنکارا، فرودگاه بین المللی زوارتنتوس، فرودگاه بین المللی نجف، فرودگاه بین المللی تفلیس، فرودگاه بین المللی باتومی |

### باری
| شرکت‌های هواپیمایی | مقصدهای پروازی                                   |
| ----------------- | ------------------------------------------------ |
| لوفت‌هانزا کارگو   | فرودگاه بین‌المللی فرانکفورت                      |
| هواپیمایی قطر     | فرودگاه بین‌المللی حمد، فرودگاه بین‌المللی هنگ کنگ |
| ترکیش ایرلاینز    | فرودگاه بین‌المللی نوا به، فرودگاه استانبول       |

## امکانات
- فرودگاه امام خمینی دارای اینترنت رایگان است که پس از اتصال می‌توانید یک ساعت به صورت رایگان از آن استفاده کنید.
- انشعاب خط ۱ که فرودگاه را به شبکه متروی تهران متصل می‌کند به همت شهرداری تهران در سال ۱۳۹۶ ساخته شده‌است.
- اطلاعات پروازهای روزانه فرودگاه بین‌المللی امام خمینی از طریق سایت این فرودگاه به صورت آنلاین (برخط) قابل دریافت است.[۶۳]

## ترابری زمینی
فرودگاه بین المللی امام خمینی از شهر تهران با استفاده از ماشین شخصی، مترو، تاکسی و اتوبوس از طریق آزادراه ۷، آزادراه ۵، جاده ۶۵وجاده ۷۱ قابل دسترسی است.
- آزادراه ۵
- آزادراه ۷
- جاده ۶۵
- جاده ۷۱

## آمار
اعزام و پذیرش مسافر:
| سال | مسافر     |
| --- | --------- |
| ۹۱  | ۴٬۶۴۴٬۱۵۹ |
| ۹۲  | ۴٬۹۸۶٬۴۷۷ |
| ۹۳  | ۶٬۳۹۳٬۶۹۵ |
| ۹۴  | ۷٬۰۰۰٬۲۵۰ |

## سوانح و حوادث
- در ۱۵ دسامبر ۲۰۰۷، یک فروند ایرباس ای۳۳۰ متعلق به هواپیمایی کی ال‌ام که از فرودگاه شیپخول آمستردام رسیده‌بود، با یک فروند ایرباس ای۳۴۰ متعلق به لوفت‌هانزا که قصد داشت به مقصد فرودگاه بین‌المللی فرانکفورت پرواز کند، برخورد کردند. این حادثه در ساعت ۳:۰۰ به‌وقت ساعت رسمی ایران، روی داد و هیچ تلفات جانی در پی نداشت ولی باعث کنسلی پرواز لوفت‌هانزا شد.[۶۶]
- در ۱۵ ژوئیه ۲۰۰۹، پرواز شماره ۷۹۰۸ هواپیمایی کاسپین با هواپیمای توپولف تی یو-۱۵۴ که به مقصد ایروان، ارمنستان در حال پرواز بود، ۱۶ دقیقه پس از برخاستن از باند فرودگاه امام خمینی، در زمینی در استان قزوین سقوط کرد. همهٔ ۱۶۸ مسافر و خدمهٔ این پرواز جان باختند.[۶۷]
- در ۱۸ شهریور ۱۳۹۵ (۸ سپتامبر ۲۰۱۶ میلادی) بالک یک فروند بوئینگ ۷۳۷ متعلق به عمان ایر با بالک یک فروند ایرباس ای۳۱۰ هواپیمایی ماهان برخورد کردند و هر دو هواپیما از ناحیهٔ بال خسارت جزئی دیدند.
- در ۶ مهر ۱۳۹۵ (۲۷ سپتامبر ۲۰۱۶ میلادی) سکان عقب یک فروند ایرباس ای۳۱۰ متعلق به ایران ایر با قسمت انتهایی بندهٔ یک فروند ایرباس ای۳۴۰ هواپیمایی ماهان برخورد کردند و هر دو هواپیما خسارت جزئی دیدند.
- در ۱۸ دی ماه ۱۳۹۸ (۸ ژانویه ۲۰۲۰) پرواز شماره ۷۵۲ هواپیمایی بین‌المللی اوکراین با بوئینگ ۷۳۷ که از فرودگاه بین‌المللی امام خمینی تهران به مقصد فرودگاه بین‌المللی بوریسپیل کیف در حال پرواز بود، در ساعت ۶:۱۲ صبح ۵ دقیقه بعد از بلند شدن به دلیل اصابت موشک پدافند هوایی سپاه پاسداران در صباشهر از توابع شهریار در تهران سرنگون شد و تمامی ۱۷۶ مسافر و خدمه آن جان باختند.